# مديرية الطفة

تعديل مصدري - تعديل

مديرية الطفة هي إحدى مديريات محافظة البيضاء في اليمن. بلغ عدد سكانها 27692 نسمة عام 2004.